# Universo DC
L'Universo DC (in inglese DC Universe o abbreviato DCU) è un universo immaginario dove ha luogo la maggior parte delle storie dei fumetti pubblicate dalla DC Comics. Personaggi come Superman, Batman e Wonder Woman sono supereroi ben conosciuti appartenenti a questo universo. Nel contesto, l'espressione "Universo DC" viene solitamente usata per riferirsi alla continuity principale della DC. Occasionalmente, "Universo DC" viene usato per indicare l'intero "Multiverso DC". Il termine "Multiverso DC" si riferisce all'insieme di tutte le continuity e terre parallele all'interno delle pubblicazioni della DC. All'interno del Multiverso il principale Universo DC ha avuto molti nomi negli anni, di recente è stato chiamato "Terra-0" o "Nuova Terra".

## Storia editoriale
Il concetto di universo in comune è stato inizialmente introdotto dalla DC Comics (in origine nota con il nome di National Periodical Publications) e in particolare dallo scrittore Gardner Fox. Il fatto che i personaggi DC Comics coesistessero nello stesso mondo è stato affermato per la prima volta in All Star Comics n. 3 (1940), in cui alcuni supereroi (che fino a quel momento erano protagonisti in storie separate nelle serie) si incontrano tra di loro e fondano subito una formazione di supereroi, la Justice Society of America. Ad ogni modo nei primi decenni la maggioranza delle pubblicazioni National/DC Comics ha continuato ad essere scritta con poco riguardo nel mantenere una continuity tra le varie serie.
Durante il corso della sua storia editoriale la DC ha introdotto diverse versioni dei suoi personaggi, talvolta presentandoli come se la versione precedente non fosse mai esistita: ad esempio, sono state introdotte nuove versioni di Flash, Lanterna Verde e Hawkman verso la fine degli anni cinquanta, con poteri simili ma con nomi e storie personali differenti. Allo stesso modo ci sono stati personaggi come Batman, le cui prime avventure ambientate negli anni quaranta non potevano riconciliarsi facilmente con storie che rappresentavano un uomo ancora giovane negli anni settanta. Per spiegare ciò venne introdotta l'idea di multiverso nel n. 123 di Flash (1961), in cui il Flash della Silver Age incontra la sua controparte della Golden Age. In più per far sì che le storie in conflitto potessero "coesistere", alle diverse versioni dei personaggi fu permesso di incontrarsi ed anche di collaborare per far fronte alle minacce dei vari universi. Gli scrittori diedero le nomine di "Terra-Uno", "Terra-Due" e così via, ad alcuni universi, nomi che a volte venivano utilizzati anche dai personaggi stessi.
Con il passare degli anni, dato il crescere del numero di titoli pubblicati e del volume di storie precedenti che si erano accumulate, divenne sempre più difficile mantenere una coerenza interna. Per continuare a pubblicare le storie dei suoi personaggi più famosi, divenne necessario mantenere lo status quo. Nonostante l'utilizzo di continuity retroattive come modo per spiegare evidenti incoerenze nelle storie scritte, gli editori alla DC arrivarono a valutare troppo difficoltoso il seguire una così variegata continuity di Terre Multiple, e temettero che ciò fosse un ostacolo all'accessibilità per i nuovi lettori. Per affrontare ciò essi pubblicarono la miniserie "cross-universo" Crisi sulle Terre infinite nel 1985, che unì universi e personaggi, riducendo il Multiverso ad un singolo Universo DC con una singola storia. Tuttavia questa sistemazione rimosse il meccanismo che la DC aveva usato per occuparsi del passare del tempo nel mondo reale senza che i personaggi nei fumetti invecchiassero. Crisi sulle Terre Infinite fallì inoltre nello stabilire una storia del futuro coerente per l'Universo DC, con versioni contrastanti di futuro. La miniserie del 1994 Ora zero fornì alla DC un'opportunità per correggere le sequenze cronologiche e riscrivere la storia dell'Universo DC.
Come conseguenza almeno una volta ogni decennio dagli anni 1980, l'Universo DC ha passato una crisi importante che permette di effettuare tutte le modifiche: dalla comparsa di nuove versioni dei personaggi fino ad un completo "riavvio" dell'universo, proponendo teoricamente a tutti i personaggi una nuova e modernizzata versione delle loro vite.
Nel mentre la DC ha pubblicato storie occasionali chiamate "Elseworlds", che hanno presentato spesso versioni alternative dei personaggi. Ad esempio una di queste narrava la storia di Bruce Wayne nei panni di Lanterna Verde, un'altra proponeva Kal-El come se vivesse al tempo della Guerra civile americana. Nel 1998, The Kingdom ha reintrodotto una variante del vecchio concetto di Multiverso chiamata Ipertempo che permette essenzialmente e ancora una volta versioni alternative di personaggi e mondi. L'intero processo è stato oggetto di parodia nel meta-fumetto di Alan Moore dal titolo "Supreme: Story of the Year".
L'evento Crisi infinita del 2005-2006 ha rimescolato l'Universo DC ancora una volta.

## Descrizione
Il concetto fondamentale dell'Universo DC è che si suppone che sia proprio come il mondo reale, ma con supereroi (e supercriminali) che lo popolano. Tuttavia ci sono altre differenze: in esso esistono molti paesi immaginari come Qurac, Vlatava e Zandia. Nell'Universo DC i fumetti sono solitamente ambientati in città immaginarie, come Gotham City e Metropolis. Queste città sono degli archetipi di città effettivamente inventati, con Gotham City che incarna gli aspetti negativi della vita in una grande città e Metropolis che rispecchia maggiormente gli aspetti positivi. La presenza di superuomini ha avuto effetti sulle città, ma la storia globale degli Stati Uniti immaginari è stata simile alla controparte reale. Sono accaduti molti eventi che hanno cambiato l'intera scena politica del mondo: da Lex Luthor che viene eletto Presidente degli Stati Uniti, ad intere città (ed anche alcune nazioni) che sono state distrutte. Ci sono anche altre differenze significative come la Terra che è leggermente più grande di quella reale. Un'altra piccola differenza è che il pianeta Saturno ha diciotto lune invece delle reali diciannove perché Superman ne ha distrutta una.

### Supereroi
La maggioranza dei superesseri sulla Terra deve i suoi poteri al "metagene" (infatti i personaggi con queste capacità straordinarie vengono definiti "metaumani"): una caratteristica genetica di origine ignota che fa sviluppare superpoteri ad alcune persone quando esse sono esposte a forze o sostanze pericolose. Altri devono i loro poteri alla magia, alla manipolazione genetica (o ad una mutazione) o alla bionica. È presente un grande gap di potenza tra i Supereroi e i civili, cosa che rende i primi quasi simili a degli dei. Altri ancora devono i loro poteri al non essere per nulla umani (vedi razze più avanti). Ci sono anche molti eroi e criminali che non possiedono alcun potere sovrumano (tra cui Batman), carenza a cui sopperiscono con tecnologia avanzata oppure (ma anche insieme) allenamento in tecniche di combattimento, come le arti marziali.
La tradizione di usare identità in costume per combattere i crimini (o commetterli) è iniziata prevalentemente durante gli anni trenta con eroi come il primo Sandman. Nel novembre del 1940 venne formata la prima squadra di Supereroi, la Justice Society of America. Durante la seconda guerra mondiale, tutti gli eroi americani si riunirono nell'All-Star Squadron per proteggere gli Stati Uniti dalle potenze dell'Asse. Comunque, a causa di un incantesimo magico lanciato da Adolf Hitler (che usò la Lancia Sacra e il Sacro Graal) gli eroi più potenti non poterono entrare nei territori controllati dall'Asse, lasciando così che la guerra fosse combattuta soprattutto da normali umani come il Sergente Rock. Dopo la guerra, sotto la pressione del "Comitato sulle attività contro l'America" la JSA si sciolse. Mentre molti tipi di eroi furono comunque attivi in seguito (principalmente non in costume, come i Challengers of the Unknown o il Detective Chimp), una nuova generazione di eroi in costume divenne attiva con il debutto pubblico di Superman. Subito dopo, venne formata la Justice League, e questa è rimasta la preminente squadra di supereroi sulla Terra; la maggior parte degli eroi DC (come ad esempio i Giovani Titani) hanno fatto parte della League in un certo momento, o hanno avuto rapporti con essa.
La potenza di alcuni abitanti dell'Universo DC è notevolmente esagerata, come per alcuni degli eroi più importanti e per alcune entità cosmiche. Tuttavia anche gli esseri più potenti hanno dei punti deboli, come la vulnerabilità di Superman alla magia e alla kryptonite o l'iniziale inefficacia rispetto a qualunque oggetto di colore giallo dell'anello di Lanterna Verde (che è stata superata con l'allenamento).
I supereroi solitamente vengono accettati dal pubblico: alcuni (come Superman e Flash) in realtà hanno musei dedicati a loro. I governi del mondo hanno compreso da tempo che devono occuparsi dei "metaumani" in qualche modo: anni addietro si formò un'organizzazione chiamata "The Dome" per aiutare i supereroi che avevano bisogno di combattere il crimine lungo confini internazionali; il gruppo di supereroi chiamato Guardiani del Globo era il loro principale "agente". Comunque alla fine the Dome perse il sostegno delle Nazioni Unite alla Justice League.
Il Governo degli Stati Uniti invece ha avuto un approccio più diffidente: durante la seconda guerra mondiale questo diede il via al "Progetto M" per creare soldati sperimentali per combattere in guerra (un esempio sono i Creature Commandos). La maggior parte di questi esperimenti rimase un segreto per la gente. Attualmente il governo si occupa dei metaumani e di esseri simili attraverso il suo Dipartimento di Operazioni Extranormali (in lingua inglese Department of Extranormal Operations o DEO). Essi però usano segretamente un'organizzazione di agenti in costume (che non sono superuomini) conosciuti come "Checkmate". Il governo ha anche istituito una Task Force X (conosciuta come "Suicide Squad") per "operazioni di copertura", impiegando per la maggior parte supercriminali imprigionati (e dunque sacrificabili) allettati con l'offerta di grazia in cambio di aiuto e collaborazione.
Personalità emarginate sono spesso evidenti nell'Universo DC, essendo queste volutamente ghettizzate e imprigionate. Criminali con umili poteri inventano piani di una complessità straordinaria, ma a causa delle loro scarse doti, essi non fanno altro che richiamare l'attenzione di eroi come Batman e Flash. Quando vengono catturati, qualsiasi prigione sufficiente abbastanza da contenere questi criminali è adeguata. Questi personaggi sono maestri in rapine, rapimenti e furti. I criminali più potenti cercano di lottare per obiettivi più grandi come la dominazione del mondo o il consenso universale. Di solito i nemici più forti vengono confinati in strutture, o anche dimensioni o spazi, di massima sicurezza, poiché essi non possono essere uccisi semplicemente da un proiettile vagante o da un colpo mortale.
I supercriminali a volte formano anche dei gruppi, ma spesso essi hanno vita breve per il fatto che molti "cattivi" non si fidano l'uno dell'altro. Molte di queste squadre vengono messe su da una mente criminale carismatica (o spaventosa) per obiettivi specifici: un esempio è la Secret Society of Super Villains di cui sono esistite diverse versioni. Le bande di criminali sono in genere piccole (formate da individui che si conoscono tra loro personalmente, come i Rogues di Central City) o hanno altri scopi per rimanere unite (gruppi mercenari come H.I.V.E., sette fanatiche come Kobra, ecc.)

### Tecnologia avanzata
Sono disponibili dispositivi più avanzati di quelli esistenti nella realtà - ma solitamente sono costosissimi e sono accessibili solamente a persone ed organizzazioni ricche o potenti (o ai geni che li hanno costruiti). I Laboratori S.T.A.R. sono una struttura di ricerca indipendente che spesso sviluppano questi apparecchi, mentre la Lexcorp è la principale compagnia che li vende. È da notare anche che il governo ha condotto il segreto Progetto Cadmus (localizzato nelle montagne vicino a Metropolis) sviluppando cloni e conducendo esperimenti di manipolazione genetica all'insaputa della gente. La tecnologia può anche derivare dallo spazio o da diverse dimensioni temporali. L'armamento proveniente da Apokolips viene spesso venduto a Metropolis all'organizzazione criminale conosciuta come Intergang.
I robot e creazioni simili, compresi i cyborg, possono possedere un'intelligenza superiore quando sono creati come esseri senzienti. I Manhunters, Red Tornado, Cliff Steele (Robotman), Hourman e Metallo sono alcuni dei tanti androidi senzienti o cyborg, creati da individui in possesso di un grande intelletto come lo scienziato Professor Ivo, che ha la capacità di creare androidi super-umani (come Amazo) usando una forma di nanotecnologia sviluppata dalla Lexcorp. Anche Brainiac emula questa tecnologia così come la tecnologia proveniente da altri mondi. Similmente alcuni personaggi usano la tecnologia per migliorare la propria armatura o modificare funzioni cibernetiche: ne sono un esempio Steel, Cyborg e Cyborg Superman.

### Razze nascoste
Esistono poche razze intelligenti che vivono sulla Terra e di cui la gente in gran parte ignorava l'esistenza fino a tempi recenti. Tra queste ci sono gli ultimi superstiti di Atlantide, che si sono trasformati in creature che possono respirare sott'acqua, compresi i Poseidoniani (simili ad uomini) e i Tritoniani (simili a sirene). Altre specie, come i Warworlders, sono stati soggetti di brevi test del Progetto Cadmus che è fuggito dall'Underworld al di sotto di Metropolis. Esiste anche una tribù di gorilla altamente intelligenti e con poteri telepatici che vive in una città invisibile nascosta in Africa; questa è la casa di Gorilla Grodd.

### Alieni
Sono presenti anche molte razze extraterrestri intelligenti. Curiosamente, molte di queste sono umanoidi, simili all'uomo anche nella forma (come i Kryptoniani, che in apparenza sembrano identici agli umani nati sulla Terra); alcuni possono addirittura incrociarsi con i Terrestri. Alcune di queste razze possiedono superpoteri naturali, ma di solito sono uguali per tutti gli individui di una stessa razza, a differenza dei meta-umani della Terra. Questa situazione inusuale non è mai stata spiegata fino in fondo. Tuttavia, ci sono anche molte razze di alieni non-umanoidi.
L'Universo DC è colpito da molti disastri naturali e cosmici che avvengono alle loro civiltà aliene. I Marziani sono stati distrutti dalla guerra, i kryptoniani da un pianeta morente, e gli abitanti di Czarnia da Lobo. Anche l'Impero almeraciano è stato vittima di una incombente distruzione dell'universo da parte di Imperiex.
L'ordine nella galassia viene mantenuto dai Guardiani dell'Universo e dai loro agenti, il Corpo delle Lanterne Verdi. Organizzazioni rivali per il mantenimento della pace includono i Darkstars (creati dai rivali dei Guardiani, i Controllori) e l'organizzazione mercenaria interplanetaria L.E.G.I.O.N.. Organizzazioni criminali comprendono i Manhunters, la Gilda dei Ragni e il Dark Circle.
Gli alieni provengono da svariati pianeti, la cui fonte di origine è vicino al centro dell'universo e vicino alla galassia della Via Lattea. I Dominatori sono una razza imperialistica, composta da alieni terroristi, che controlla la gran parte del cosmo sconosciuto per estrarre risorse genetiche dai pianeti. La casta è collettivamente nota anche come Dominion. Altri alieni nelle galassie più lontane hanno il controllo di armate come i Khund, i Gordaniani, i Thanagariani e la Spider-Guild. Anche se la maggior parte dell'Universo DC è sorvegliato dal Corpo delle Lanterne Verdi, dai New Gods e dai Pianeti Uniti, molte razze disoneste lottano per conquistare l'universo conosciuto.
Una stranezza è rappresentata dal sistema stellare di Vega. A causa di un accordo con gli abitanti di Psion, i Guardiani non sono intervenuti in quel sistema, permettendo ad un crudele impero chiamato la "Citadel" di governare lì, finché non è stato rovesciato dagli Omega Men.

### Creature soprannaturali
La magia e il soprannaturale sono spesso dipinti come reali nell'Universo DC, sebbene alcuni scettici come Mister Terrific sostengano che ci siano spiegazioni scientifiche per tutti questi eventi. La narrazione di una realtà magica, aspra e "dark" è più comune nelle storie pubblicate dall'etichetta della DC, Vertigo, perché quelle storie sono ambientate fuori dal mondo "fantasy" dei supereroi; nelle serie Vertigo ci sono esseri che si collegano meglio alla vita comune nonostante entrambi gli universi siano soggetti a regni fantastici e a dimensioni ultraterrene. La magia è troppo potente nel mondo fisico, in cui l'utilizzo di questa può alterare ed anche distruggere la realtà se non controllata propriamente (per esempio, se il Signore dell'Ordine soccombe a certi eventi, così farà anche il Signore del Caos).
Ci sono diversi tipi di creature soprannaturali, come ad esempio:
- Divinità: I primi esseri che si riferivano a loro stessi come 'dei' sono comparsi miliardi di anni fa su un altro pianeta, ma si sono autodistrutti in una terribile guerra. Ciò ha dato origine alla "Godwave" (in italiano si può tradurre come onda divina), un'onda di energia cosmica proveniente da La Fonte. Questa portò alla nascita di altre divinità sparse per l'universo, compresa una sulla Terra. Dai resti del pianeta originario vennero formati i mondi di Apokolips e New Genesis, popolati da esseri che si riferiscono a loro stessi con il nome di "Nuovi Dei". È da notare che questo universo è stato creato da un essere onnipotente conosciuto come la "Presenza", che si crede sia il creatore della vita descritto da molte religioni, compreso il Cristianesimo. Inoltre sono comparsi esseri che si fanno chiamare 'angeli', come ad esempio Zauriel (vedi avanti), nonostante sembra abbiano poche differenze rispetti agli dei mitologici. Alcuni Speedsters credono nell'enlightment per poter così diventare parte della Forza della Velocità (vedi avanti). A seconda dei personaggi sono comuni altre diverse divinità religiose che risalgono ad antiche culture: eroi come Aztek e Black Condor, o criminali come Black Adam, sono venuti in origine a conoscenza delle loro radici native.
- Paradiso e Inferno: Paradiso ed Inferno esistono nell'Universo DC ma può darsi che non esistano nello stesso continuum. Nell'Universo DC/Vertigo il Triumvirato, composto da Lucifero e dalle sue incarnazioni bibliche Belzebù e Belial, domina l'Inferno. Inoltre appaiono frequentemente rappresentazioni generiche di Satana, di angeli, demoni e di Dio. Le versioni di questi variano tra le serie dell'Universo DC e quelle della Vertigo perché la Vertigo li utilizza in relazione alla religione e alla mitologia mentre gli scrittori dell'Universo DC hanno la tendenza a narrare cose fantastiche. Nella serie Vertigo Swamp Thing, il Paradiso e l'Inferno sembrano essere riservati alla Terra, dando così spazio all'ipotesi che ogni pianeta con forme di vita abbia una sua versione dell'aldilà.
- Morte rappresenta diversi personaggi nell'Universo DC. Una personificazione della morte è Flash Nero, che può rappresentare Morte come una figura interna per gli speedsters nell'Universo DC. Un'altra è Morte (vedi avanti), che risiede all'estremità finale del tempo. Infine c'è Black Racer, che appare nei panni della Morte nell'aldilà.
- I Signori di Caos ed Ordine: Questi due gruppi di entità magiche hanno combattuto tra di loro sin dall'inizio del tempo, e spesso danno più poteri ad altri (con la "Magia dell'Ordine" o la "Magia del Caos") in cambio dei loro servigi come propri agenti: molti eroi e criminali con poteri magici sono stati manipolati da loro. Lo Spettro ha ucciso apparentemente i Lords of Order and Chaos nel corso di Giorno Della Vendetta: Crisi Infinita Special.
- Elementali: La Terra stessa possiede uno spirito vivente chiamato "Maya" che, per millenni, ha creato campioni per auto-proteggersi, uno per ogni elemento mistico, usando gli esseri umani come ospiti: Swamp Thing, Firestorm, Naiade e Red Tornado sono alcuni di questi.
- Homo Magi: Una sottospecie del genere umano con la capacità innata di usare la magia. Questa razza è quasi scomparsa dopo essersi incrociata troppo con gli umani normali (è da essi che le persone nell'Universo DC hanno ereditato la capacità di usare la magia). Gli ultimi homo magi purosangue hanno deciso di ritirarsi in una città magica invisibile secoli fa, e sono ora conosciuti come "The Hidden Ones". Zatanna aveva una madre Homo Magi e conosce molti dei segreti della razza.
- Gli Eterni: Manifestazioni fisiche di fenomeni eterni e universali che toccano la condizione umana, come ad esempio Morte, Desiderio, Sogno, Disperazione, Delirio ecc., narrate principalmente nella serie Modern Age Sandman.
- Maghi e Stregoni: Svariati stregoni si celano nell'Universo DC. Il Dr. Fate, Circe, il Mago Shazam, Mordru e Felix Faust vengono descritti come personaggi che usano la stregoneria per creare e distruggere. Dimensioni, rituali e regni spirituali sono fonti per il potere magico come si è visto nella Fossa di Lazzaro di Ra's al Ghul e nelle trasformazioni di Capitan Marvel.
- Entità demoniache spaziano dal Demone Etrigan a Blaze, Satanus e Neron. Le entità demoniache sono molte e provengono dall'Inferno nonostante qualcuna come Eclipso, il demone della vendetta (noto anche come Principe dell'Oscurità), risieda sulla Luna. Le creature demoniache apparse nei fumetti di Wonder Woman sono collegate direttamente alla mitologia greca: esempi ne sono Ade e Ares. Nei mondi Vertigo, personaggi come John Constantine si oppongono a Demoni della mitologia Cristiana come Satana e l'Arcangelo Gabriele, l'Angelo Caduto. La maggior parte dei Demoni non sono comunque connessi direttamente alla demonologia.

### Altre dimensioni
L'Universo DC è un multiverso composto da diverse Terre parallele (attualmente sono 52) nelle quali la storia (sia dei singoli personaggi che di eventi di portata cosmica) diverge in maniera più o meno marcata da quella raccontata nella continuity di Terra-0. Questa è la Terra dove si svolgono la maggior parte degli eventi narrati negli albi DC Comics. Esistono ancora altri tipi di dimensioni che non sono realtà alternative ma che costituiscono universi di per sé unici e nei quali non esiste un pianeta Terra. Questi sono: l'Universo Antimateria, la Pax dimension, la Quinta Dimensione e la Meta-Zona dalla quale arriva Shade, the Changing Man. Ci sono anche dimensioni usate da prigioni, come la Zona fantasma che sono destinate a ospitare criminali con superpoteri troppo potenti per ogni forma di detenzione convenzionale. 

### Forza della velocità
La Forza della velocità è come "incollata" all'Universo DC da un'ulteriore forza invisibile (che fungerebbe da collante, appunto, ed erediterebbe dei cosiddetti "flussi d'energia"), e permette agli speedsters (in lingua italiana «velocisti», vale a dire i supereroi con il potere della supervelocità) di "saltarvi" dentro. Essi accelerano fino ad entrare nella forza della velocità, e nel fare ciò, possono addirittura uscire da questa prima per poi entrare nel cosiddetto "flusso del tempo" (timestream in inglese). Savitar è arrivato quasi a conoscere la natura esatta del "flusso del tempo" e della forza della velocità nonostante Max Mercury avesse già appreso i segreti di questi 2 fenomeni tempo addietro. L'unico problema che gli speedsters potrebbero avere nel saltare dentro ad alcuni, particolari "punti per viaggiare nel tempo", è che poi potrebbero non sapere esattamente dove o quando il flusso del tempo stesso li catapulterà all'esterno di esso, vale a dire che il flusso del tempo li potrebbe "risputare" poi fuori in un altro "punto" qualsiasi e casuale del nostro tempo cronologico terrestre normale.
Black Flash sarebbe la migliore "personificazione" riguardo al pericolo mortale sia del flusso del tempo che della forza della velocità (il Flash Nero tra l'altro metaforicamente e psicanaliticamente parlando rappresenta La Morte)
Vi è poi un principio secondario, collegato indirettamente al spazio/tempo ed ai multiversi dell'Universo DC secondo cui potrebbero coesistere pure supereroi con lo stesso costume od identità; il più calzante è Flash, appunto: sulla stessa terra sono esistiti più Flash, che si possono incontrare fisicamente, ma anche il Flash di un tempo lontano potrebbe incrociare il Flash attuale, così come il Flash di un altro spazio/tempo potrebbe incrociare il flash della terra normale, forse anche grazie alla forza di velocità ed al flusso.

#### Flusso del Tempo
È possibile viaggiare nel tempo in questo universo in vari modi, compreso muoversi più rapidamente della velocità della luce. La Legione dei Supereroi in particolare ha accesso ad una tecnologia che gli permette di viaggiare nel tempo da ben 1.000 anni e solo per viaggiare nel futuro; l'autorità odierna di questa tecnologia è Rip Hunter. In origine, era impossibile cambiare il passato o esistere in due posti nello stesso momento (un viaggiatore del tempo che fosse apparso in un periodo in cui non esisteva sarebbe diventato un debole ed invisibile fantasma mentre era lì). Tuttavia tutto questo venne cambiato dopo che l'Anti-Monitor cercò di cambiare la storia all'inizio del tempo durante la Crisi sulle Terre Infinite. Inoltre ora esistono alcune realtà alternative che nel complesso prendono il nome di Ipertempo. Un gruppo che prende il nome di Uomini Lineari si formò per prevenire che qualcuno potesse cambiare la storia; in più, un essere enormemente potente chiamato il Time Trapper, un nemico della Legione, è noto per aver avuto a che fare con il flusso del tempo, arrivando perfino a creare degli "universi tascabili".

## Altri media
- DC Universe Roleplaying Game

### Film
- Film basati sulle pubblicazioni di DC Comics:
  - Superman nei film
  - Batman nei film
- DC Extended Universe
- DC Universe (franchise)
- The LEGO Movie, LEGO Batman - Il film e The LEGO Movie 2 - Una nuova avventura (ambientati in un multiverso inerente al franchise LEGO)

### Televisione
- Serie televisive basate sulle pubblicazioni di DC Comics
- Arrowverse
- Stargirl

### Animazione
- DC Animated Universe
- DC Universe Animated Original Movies
- Teen Titans
- Teen Titans Go!
- Young Justice

### Giocattoli
- DC Universe (linea di giocattoli)
  - DC Universe Classics

### Videogiochi
- Videogiochi basati sulle pubblicazioni di DC Comics:
  - Lista di videogiochi con Superman
  - Lista di videogiochi con Batman
  - Mortal Kombat vs DC Universe
  - DC Universe Online
  - Lego Batman 2: DC Super Heroes
  - Lego Batman 3: Gotham e oltre
  - Injustice: Gods Among Us
  - Injustice 2
  - Scribblenauts Unmasked: A DC Comics Adventure
  - Infinite Crisis
  - Suicide Squad: Kill the Justice League
- The LEGO Movie Videogame, LEGO Dimensions e The LEGO Movie 2 Videogame (ambientati nello stesso universo dei film sopracitati)